# Shakespeare Company Berlin

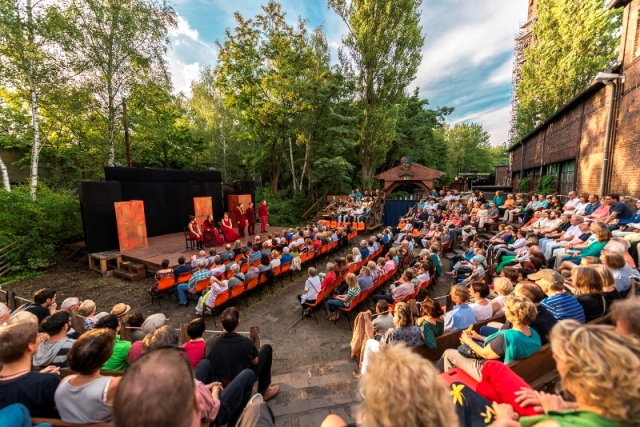
Die Freilichtbühne der Shakespeare Company Berlin im Natur-Park Südgelände in Berlin-Schöneberg

Die Shakespeare Company Berlin (SCB) bietet ihrem Publikum Volkstheater in seinem ursprünglichen Sinn und inszeniert ausschließlich Theaterstücke von William Shakespeare. Grundlage sind eigens dafür angefertigte Übersetzungen seiner Komödien, Tragödien und Historien. Die Inszenierungen der Company orientieren sich an der Aufführungspraxis, wie sie zur Zeit Shakespeares im elisabethanischen Theater des späten 16. und frühen 17. Jahrhunderts und somit wahrscheinlich auch auf der Shakespearebühne im Globe Theatre gepflegt wurde: Ein Spiel auf einfacher Bühne ohne aufwendige Kulissen, das ganz auf den Text und die Darstellungskunst der Schauspieler setzt und so das Publikum anregt, die zeitlichen und örtlichen Lokalisierungen des Bühnengeschehens in seiner Phantasie zu ergänzen („Wortkulisse“). Hinzu kommen Musik, besondere Kostüme und Publikumsnähe bis hin zur Kommunikation mit den Zuschauern als weitere Stilprinzipien des Shakespearschen Volkstheaters. Das Ensemble tritt in Berlin und auf Gastspielen im deutschsprachigen Raum auf, dort wiederholt beim Shakespeare-Festival Neuss.

## Geschichte und Zielsetzung
Die SCB wurde im Jahr 1999 auf Initiative des Schauspielers, Regisseurs und Shakespeare-Übersetzers Christian Leonard gegründet. Daraus hat sich ein Künstlerensemble entwickelt, das einen selbstverwalteten Theater- und Gastspielbetrieb aufgebaut hat. Gespielt wurde anfangs unbehaust auf Plätzen in Berlin, auch in einer Kirchenruine, später dann in einem Zelt am Spreeufer (an der East Side Gallery) und im Heimathafen Neukölln.
Seit 2011 spielte die SCB im Natur-Park Schöneberger Südgelände und baute diesen Standort kontinuierlich aus. Hier trat sie bei gutem Wetter auf ihrer eigenen Freilichtbühne auf, bei Regen bis 2016 in einem dortigen Industriedenkmal, der 4000 m² großen Lokomotivhalle. In die seit 2017 überdachte Freilichtbühne integriert waren Elemente des Globe Theater-Nachbaus aus Roland Emmerichs Film Anonymus.
Im Jahr 2016 gründeten 13 Mitglieder des Ensembles eine eigene Betreibergesellschaft: die Shakespeare in Grün GmbH. Die SCB versteht sich als Theater-Kollektiv. Nach eigener Beschreibung werden künstlerische, personelle und wirtschaftliche Entscheidungen basisdemokratisch getroffen. Sie versteht sich als „Gegenentwurf zum Intendanten-verwalteten Theaterbetrieb“.
Mit Beginn der Spielzeit 2022 ist die Shakespeare Company vom Naturpark Südgelände in ein neu gebautes Halbrundtheater auf einer Wiese des Sommerbades am Insulaner umgezogen.

## Kinder- und Jugendtheater
Die im Jahr 2003 als Kinder- und Jugendtheater gegründeten Shakespeare Kids sind fester Bestandteil der SCB. Schauspieler und Theaterpädagogen des Ensembles bringen Kindern das Werk Shakespeares nahe und fördern dabei ihre Lust an Rollenspiel, Sprache und szenischer Fantasie.

## Akademie
Seit 2019 können theaterinteressierte Erwachsene, Jugendliche und Schulklassen in Workshops angeleitet von Schauspielern der SCB Grundlagen des Theaterspielens erlernen und spielerische Einblicke in deren Inszenierungen bekommen.

## Programm
Im Winter 2019/2020 gastierte die SCB mit Das Wintermärchen, Verlorene Liebesmüh und Der Sturm im Kino Delphi in Berlin-Weißensee, im „Glashaus“ in Berlin-Treptow und im „Kulturstall“ des Schlosses Britz in Berlin-Britz.
In Gastspielen zeigte die SCB Verlorene Liebesmüh in Andernach, Kaufbeuren, Lienz und Villach, Maß für Maß in Basel, Ein Sommernachtstraum in Crailsheim und Brunsbüttel, Der Sturm in Wetzlar, Die Zähmung der Widerspenstigen in Nordhorn und Was ihr wollt in Amstetten, Vöcklabruck und Wels.